# Fadil Nimani
Fadil Nimani, ps. Komandant Tigri (mac. Фадил Нимани; ur. 7 kwietnia 1967 w Gërgocu, zm. 25 maja 2001 w Waksincach) – żołnierz Armii Wyzwolenia Kosowa oraz Armii Wyzwolenia Narodowego poległy w bitwie o Waksince. Miał obywatelstwo macedońskie.

## Życiorys
Ukończył szkołę podstawową w Gërgocu, kształcił się następnie w Cermjanem i w Djakowicy.
Uczestniczył w wojnie w Kosowie jako żołnierz UÇK; dowodził batalionem Rrufeja, a w czerwcu 1998 roku został mianowany dowódcą żandarmerii. W 2001 roku wziął udział w konflikcie w Tetowie, w którym dowodził 114. Brygadą Armii Wyzwolenia Narodowego oraz Jednostką Specjalną Skënderbeu. Zginął 25 maja 2001 roku w trakcie bitwy o Waksince.

## Upamiętnienie
W Waksincach pośmiertnie wzniesiono pomnik na cześć Fadila Nimaniego.